# Список номинантов на премию «Национальный бестселлер» 2009 года
Список номинантов на премию «Национальный бестселлер», попавших в длинный список (лонг-лист) премии «Национальный бестселлер» в сезоне 2009 года. Всего на премию было номинировано 57 произведений. Длинный список был опубликован 9 марта 2009 года. Короткий список финалистов из 6 произведений был опубликован 16 апреля 2009 года. Победитель был объявлен 7 июня 2009 года.
Список представлен в следующем виде — «победитель», «короткий список» (кроме «победителя»), «длинный список» (кроме «победителя» и «короткого списка»). Для каждого номинанта указано название произведения.

## Победитель
- Андрей Геласимов — «Степные боги»

## Короткий список
- Илья Бояшов — «Танкист, или „Белый тигр“»
- Сергей Носов — «Тайная жизнь петербургских памятников»
- Герман Садулаев — «Таблетка»
- Сергей Самсонов — «Аномалия Камлаева»
- Александр Снегирёв — «Нефтяная Венера»

## Длинный список
- Ильдар Абузяров — «Хуш. Роман одной недели»
- Ариф Алиев — «Новая земля»
- Сергей Алхутов — «Возвращение Заратустры»
- Наталья Арбузова — «Город с названьем Ковров-Самолётов»
- Родион Белецкий — «Яростный Дед Мороз»
- Борис Бергер — «Повести Бергера»
- Юрий Бригадир — «Аборт»
- Мария Галина — «Малая Глуша»
- Евгений Гришковец — «Асфальт»
- Лев Гурский — «Роман Арбитман»
- Владимир Данихнов, Артем Белоглазов — «Живи!»
- Дмитрий Дейч — «Сказки для Марты»
- Элла Дерзай — «Очень любовный роман»
- Ольга Деркач, Владислав Быков — «Горбачев. Переписка переживших перестройку»
- Борис Дышленко — «Созвездие близнецов»
- Михаил Елизаров — «Кубики»
- Александр Жолковский — «Звезды и немножко нервно»
- Олег Журавлёв — «Соска»
- Андрей Ильенков — «Ещё о женЬщинах»
- Александр Карасёв — «Чеченские рассказы»
- Наталья Ключарёва — «SOS»
- Анатолий Королёв — «STOP, коса!»
- Илья Кочергин — «Я, внук твой»
- Тимофей Круглов — «Виновны в защите Родины, или Русский»
- Вероника Кунгурцева — «Дроздово поле, или Ваня Житный на войне», «Ведогони, или Новые похождения Вани Житного»
- Алла Лейвич — «Купите меня нежно»
- Олег Лукошин — «Ад и возможность разума»
- Игорь Малышев — «Подменыши»
- Владимир Маканин — «Асан»
- Мастер Вэн — «Подлинная история лунного зайца»
- Мастер Чэнь — «Шпион из Калькутты»
- Владимир Мединский — «О русском воровстве, особом пути и долготерпении»
- Борис Минаев — «Психолог»
- Дмитрий Миропольский — «1916 — Война и Мир»
- Дмитрий Морачевский — «Известки»
- О'Санчес — «Суть острова»
- Владислав Отрошенко — «Дело об инженерском городе»
- Акулина Парфёнова — «Клуб худеющих стерв»
- Андрей Рубанов — «Готовься к войне!»
- Олег Сивун — «Бренд»
- Сергей Соловьев — «Слово за слово»
- Дмитрий Стародубцев — «Сильвин из Сильфона»
- Александр Терехов — «Каменный мост»
- Елена Токарева — «Иероглиф»
- Андрей Тургенев — «Что Бог тебя разорвал изнутри на куски!»
- Фигль-Мигль — «Щастье»
- Денис Чекалов — «Шепчущие тюльпаны»
- Сергей Шаргунов — «Птичий грипп»
- Леонид Юзефович — «Журавли и карлики»
- Сергей Юрьенен — «Линтенька, или Воспарившие»